# M53

Lägeskarta.

M53 är en motorväg mellan Chester och Birkenhead på Wirralhalvön nära Liverpool. Den korsar M56 nära sin södra ände. Den är 30,4 kilometer lång.